# António Luís Ferreira Carneiro de Vasconcelos Teixeira Girão
António Luís Ferreira Carneiro de Vasconcelos Teixeira Girão (13 de Julho de 1823 - Porto, 20 de Agosto de 1876) foi um professor universitário, político, académico e escritor português.

## Família
Filho de António Ferreira Carneiro de Vasconcelos, Senhor de Vínculos, da Honra do Paço de Avioso e dos Morgados do Carregal e das Taipas, no Porto, Coronel do Regimento de Milícias da Feira, etc, e de sua mulher (Janeiro de 1812) Maria Aurélia Lobo Barbosa Teixeira Ferreira Girão ou Maria Aurélia Ferreira Teixeira Lobo Barbosa Girão (19 de Maio de 1787 - 6 de Setembro de 1835), irmã do 1.º Visconde de Vilarinho de São Romão. Foi irmão de Maria José Carneiro Ferreira Girão (29 de Dezembro de 1829 - 13 de Setembro de 1837), Maria Constança Carneiro Ferreira Girão (15 de Abril de 1821 - ?), casada primeira vez com António Felisberto da Silva e Cunha Leite Pereira, sem geração, e segunda vez com João Lobo Teixeira de Barros, sem geração, e de Álvaro Ferreira Teixeira Carneiro de Vasconcelos Girão (Porto, 28 de Março de 1822 - 22 de Outubro de 1879), 2.º Visconde de Vilarinho de São Romão.

## Biografia
Bacharel formado em Matemática pela Faculdade de Ciências e em Filosofia pela Faculdade de Letras da Universidade de Coimbra e Lente da Academia Politécnica do Porto, Deputado da Nação, Sócio da Academia Real das Ciências de Lisboa, distinto Escritor, etc.
Faleceu solteiro e sem geração.